# Mercedes-AMG F1 W08 EQ Power+
Der Mercedes-AMG F1 W08 EQ Power+ war der Formel-1-Rennwagen des Mercedes-Werksteams für die Formel-1-Weltmeisterschaft 2017. Er ist der neunte Mercedes-Formel-1-Wagen insgesamt und der achte der modernen Ära. Der Wagen wurde am 23. Februar 2017 in Silverstone präsentiert. Die Bezeichnung F1 W08 EQ Power+ steht für Mercedes F1, das bei Mercedes-Benz traditionell nummerierte W für Wagen sowie die erstmals beworbene Submarke von Mercedes-Benz für Elektromobilität und Plug-in-Hybride (EQ Power).
Für die Entwicklung des Fahrzeugs zeichnete noch der Technische Direktor Paddy Lowe gesamtverantwortlich. Die Weiterentwicklung während der Saison verantwortete ab 01. März sein Nachfolger James Allison. Angetrieben wurde der Rennwagen von dem weiterentwickelten 1,6-Liter-V6-Turbo-Hybridmotor von Mercedes AMG HPP aus der Vorsaison.
Mit dem F1 W08 EQ Power+ konnte das Mercedes-Werksteam beide Weltmeistertitel erneut verteidigen. Lewis Hamilton wurde zum insgesamt vierten Mal Fahrerweltmeister. Insgesamt gelangen zwölf Grand-Prix-Siege, wovon neun durch Hamilton und drei durch Teamkollege Valtteri Bottas eingefahren wurden.

## Technik und Entwicklung
Kurz vor dem Saisonstart gab Mercedes am 16. Februar 2017 den vormaligen Ferrari-Techniker James Allison als Nachfolger von Paddy Lowe und neuen Technischen Direktor des Teams bekannt. Diese Zeitkette bedeutet auch, dass der W08 in seinen Grundzügen noch unter der technischen Gesamtverantwortung von Lowe entstand.  Allison übernahm zum 1. März die Gesamtleitung der technischen Abteilung.
Wie alle Formel-1-Fahrzeuge des Jahrgangs 2017 ist der F1 W08 EQ Power+ ein hinterradangetriebener Monoposto mit einem Monocoque aus kohlenstofffaserverstärktem Kunststoff (CFK). Neben dem Monocoque bestehen viele weitere Teile des Fahrzeugs, darunter die Verkleidung und Flügel aus CFK. Auch die Bremsscheiben sind aus einem hitzebeständigen kohlenstofffaserverstärktem Verbundmaterial. Die Einsatzreifen während der Saison 2017 stammten von Einheitslieferant Pirelli.
Der W08 EQ Power+ ist das Nachfolgemodell des Mercedes F1 W07 Hybrid. Da sich das technische Reglement zur Saison 2017 stark änderte, ist das Fahrzeug größtenteils eine Neuentwicklung. Um hierfür Ressourcen zur Verfügung zu haben, wurde die Weiterentwicklung des Vorgängermodells frühzeitig eingestellt.
Reglementbedingt stieg die Gesamtbreite auf 2000 mm bei einer Unterbodenbreite zwischen den Achsen von 1600 mm (jeweils plus 200 mm). Die Höhe blieb mit 950 mm unverändert. Komplett neu entwickelt wurden neben dem nun auf 1800 mm verbreiterten Frontflügel und auf 950 mm verbreiterten Heckflügel, auch der in Höhe und Breite um jeweils 50 mm vergrößerte Diffusor.

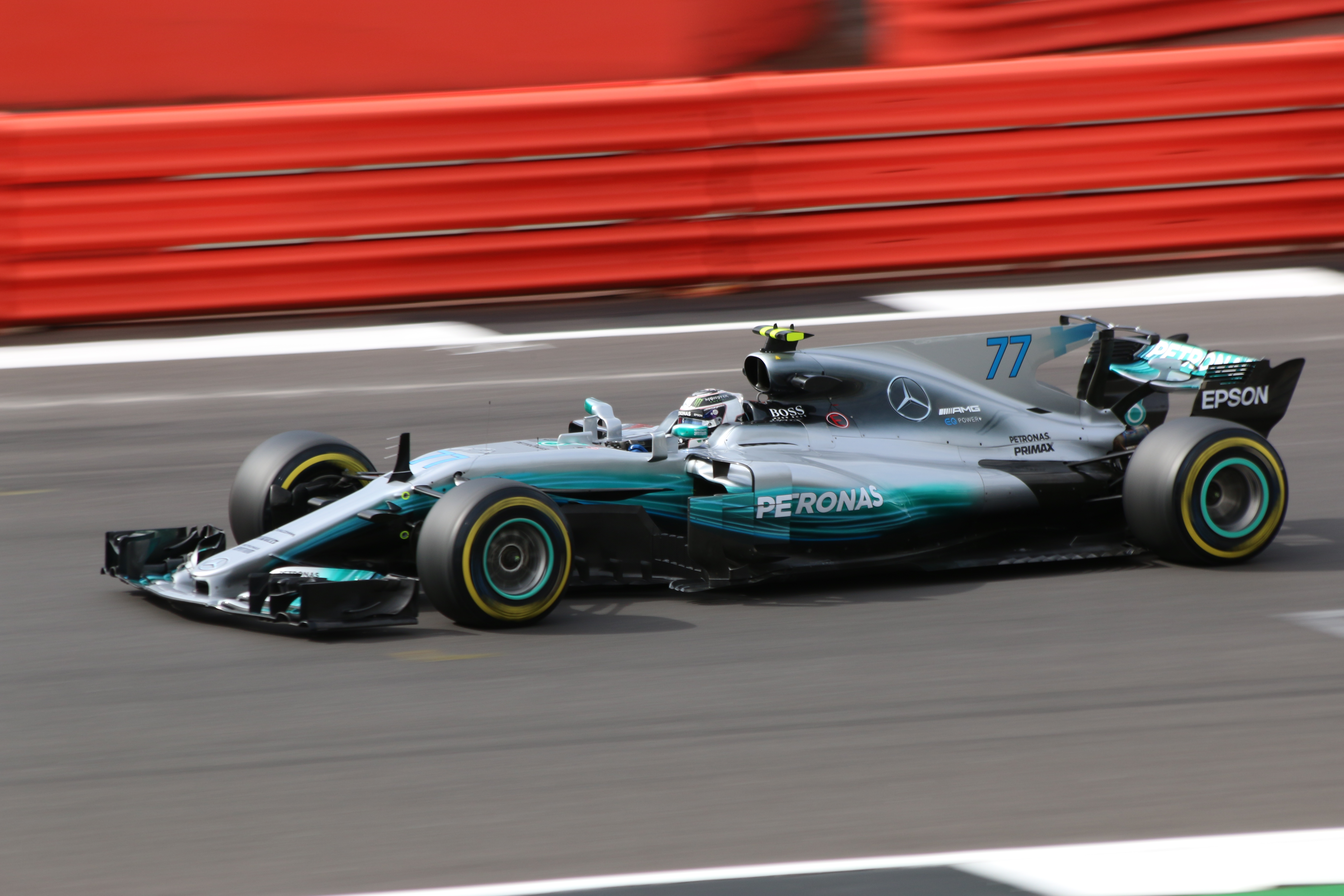
Nur im oberen Bereich verlängerte Finne am W08 beim britischen GP zu Saisonmitte

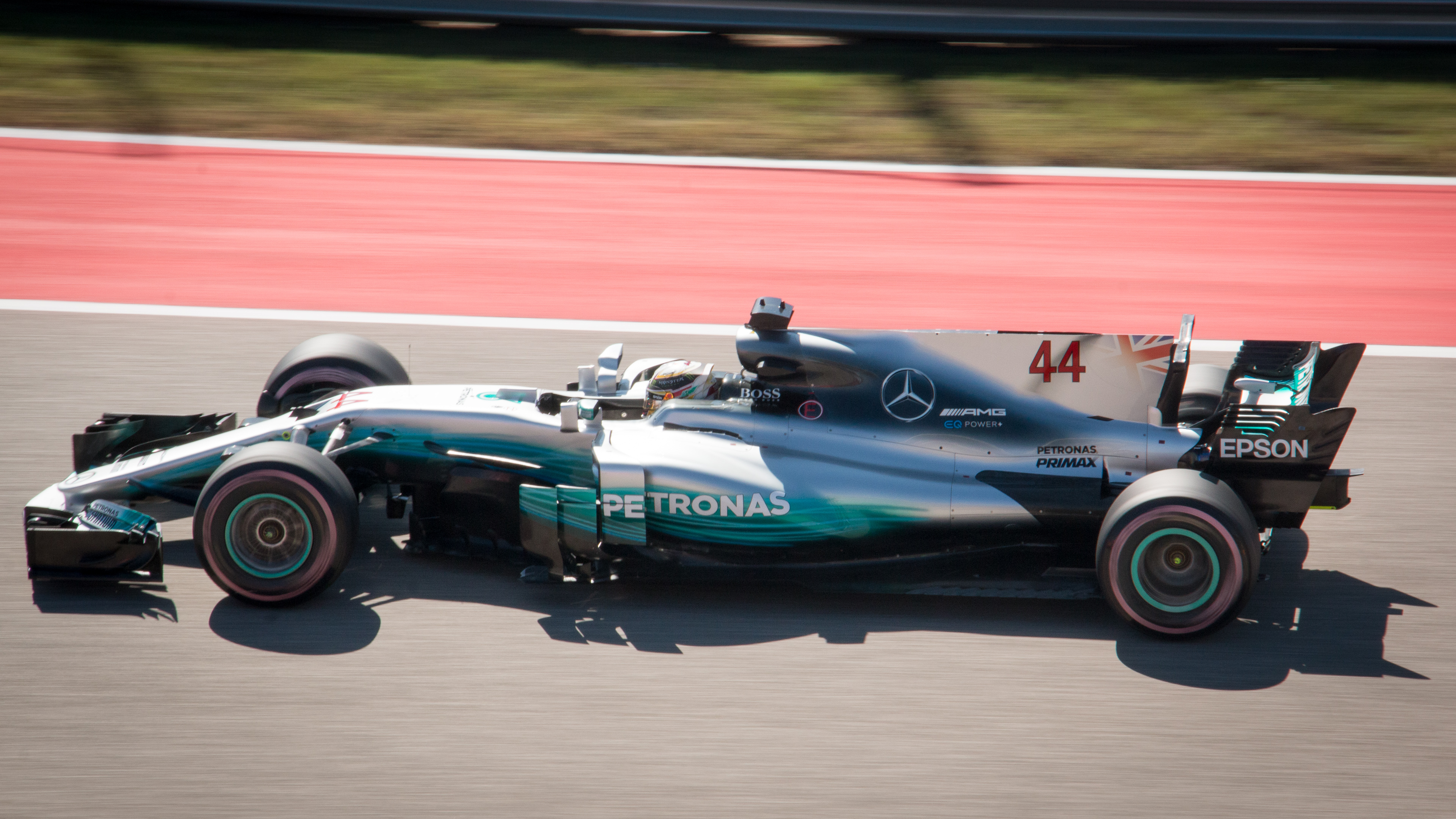
Große Finne der letzten Ausbaustufe vor doppeltem T-Flügel beim Malaysia-GP

Der W08 verfügte mit 3760 mm über den längsten Radstand aller Formel-1-Wagen der Saison 2017. Der Trend zur Streckung des Radstands entstand vor allem aus dem Wunsch, möglichst viel aerodynamisch wirksame Fläche unter dem Auto zu schaffen, um den Abtrieb zu steigern. Das Heck wurde hinter den Seitenkästen besonders tailliert, was in Kombination mit dem langen Radstand zu einer ausgeprägten Colaflaschen-Form führte. Der Bereich zwischen den Vorderrädern und dem Cockpit entwickelte sich durch den Einsatz umfangreicher Bargeboards zur neuen Spielwiese der Aerodynamiker.
Der Formel-1-Jahrgang 2017 war von verschieden ausgeführten, teils auffälligen Längsfinnen auf der Motorabdeckung geprägt. Solche Finnen waren zuletzt in den Saisons 2009 und 2010 an den Formel-1-Autos zu sehen. Darüber hinaus wurden zusätzliche T-Flügel-Profile am Ende der Finne verwendet. Auch bei Mercedes wurden im Saisonverlauf verschiedene Ausbaustufen entwickelt. Während der Tests in Barcelona war noch keine Finne verbaut, sondern lediglich ein dünner (später im Saisonverlauf dann doppelter) T-Flügel vor dem Heckflügelhauptblatt. Zu Saisonbeginn und in den ersten Saisonrennen wurde eine Variante verwendet, bei der die Finne lediglich im oberen Teil zwischen Motorhaube und T-Flügel verlängert war. Die Finnen sollten die Strömung zum T-Flügel und in der Verlängerung zum Heckflügel beruhigen sowie unempfindlicher gegenüber Seitenwinden machen. Für das letzte Saisondrittel waren die beiden W08 ab dem Rennen in Singapur schließlich mit einer großflächigen und durchgehenden Finne auf voller Höhe ausgestattet.
Angetrieben wurde der W08 vom Mercedes-AMG F1 M08 EQ Power+, der 2017er Ausbaustufe des seit 2014 verwendeten in Fahrzeugmitte montierten 1,6-Liter-V6-Motor von Mercedes mit einem Turbolader sowie einem 120 kW starken Elektromotor. Es ging neben einer allgemeinen Effizienzsteigerung vor allem darum, die Zuverlässigkeit der Power Units an die neuen Regeln anzupassen. Durch die deutlich höheren Abtriebswerte der neuen Autos stieg der Vollgasanteil auf einer einzelnen Runde um bis zu zehn Prozent.
Anders als das Vorgängermodell, war der W08 mit 305 mm breiten Vorderreifen (plus 60 mm) und mit 405 mm breiten Hinterreifen (plus 80 mm) des Einheitslieferanten Pirelli ausgestattet, die auf 13-Zoll-Felgen von OZ Racing montiert waren. Dies erforderte auch die Entwicklung von neuen Radaufhängungen beim W08.
Der Rennwagen verfügte, wie alle Formel-1-Fahrzeuge seit 2011, über DRS.
Im Zuge des Saisonauftakts in Australien wurde bekannt, dass der W08 noch 733 kg wog und damit fünf Kilogramm über dem Mindestgewicht lag.
Der W08 war im Saisonverlauf von umfangreicher äußerlich sichtbarer Weiterentwicklung betroffen, insbesondere im Bereich der Motorhaube und Finnen sowie der Bargeboards und Luftleitelemente auf dem Auto.

## Lackierung und Sponsoring
Der W08 EQ Power+ war in Anlehnung an die Mercedes-Silberpfeile überwiegend silberfarbig lackiert, zusätzlich gab es wegen des Hauptsponsors Petronas cyanfarbene und schwarze Akzente.
Es warben neben der Daimler AG (mit der Marke Mercedes-AMG) und Petronas auch Epson, Hugo Boss, Pirelli, Qualcomm und Wihuri auf dem Fahrzeug.

## Fahrer
Mercedes trat in der Saison 2017 erstmals mit den Fahrern Valtteri Bottas und Lewis Hamilton an. Bottas wechselte von Williams zu Mercedes und ersetzte den nach der Vorsaison zurückgetretenen Weltmeister Nico Rosberg. Er ist der vierte Werksfahrer von Mercedes-Benz in der modernen Ära und der elfte insgesamt. Hamilton bestritt seine fünfte Saison für das Team.

## Saisonverlauf

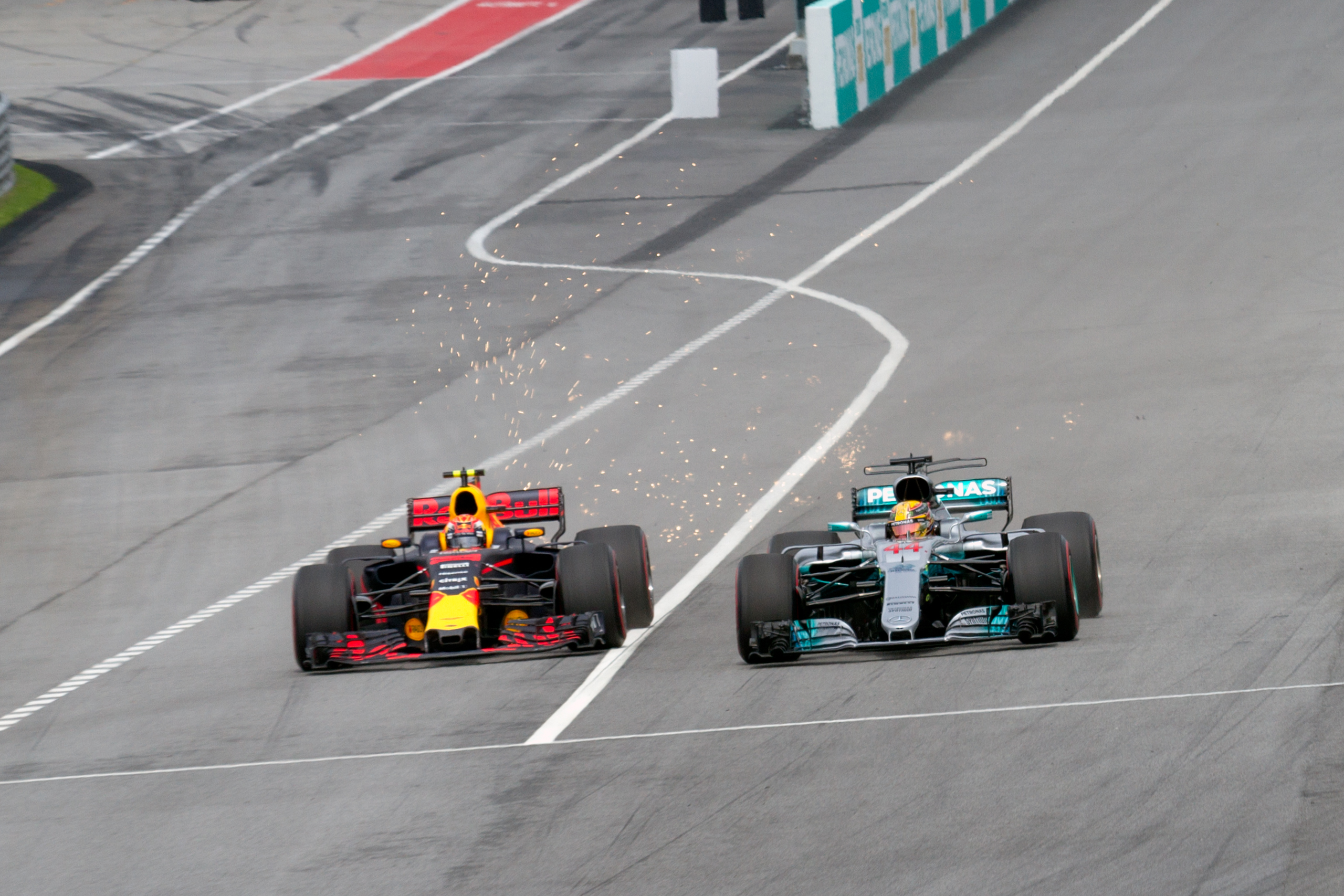
Der Mercedes F1 W08 in einer Rennszene beim Großen Preis von Malaysia 2017

Ein Ferrari-Erfolg zum Saisonauftakt in Melbourne bestätigte den Eindruck der Vorsaisontests, dass die neuen Aerodynamikregeln der deutlichen Überlegenheit des Mercedes-Teams ein Ende bereiteten. Die Konkurrenz konnte dazu auch motorenseitig aufholen. Während sich Ferrari über die gesamte Saison als konkurrenzfähig erwies, kam Red Bull Racing nach der Sommerpause auf und konnte ebenfalls zwei Rennen gewinnen.
Im ersten Saisondrittel entwickelte sich das Duell um die Fahrer-WM zwischen Vettel und Hamilton. Nach dem Großen Preis von Ungarn führte Vettel vor der Sommerpause mit 14 Punkten Vorsprung die Fahrerwertung an und beide Fahrer hatten je vier Rennen gewonnen.
Den Grundstein für seinen erneuten WM-Titel legte Hamilton erst nach der Sommerpause, als er fünf der nächsten sechs Rennen gewann und Vettel dabei in Singapur und Japan zwei Nuller anschrieb.
Lewis Hamilton gewann seine vierte Weltmeisterschaft mit 363 Punkten und neun Siegen, Valtteri Bottas konnte drei Laufsiege erringen. Das Team gewann mit 668 Punkten die vierte Konstrukteursmeisterschaft in Folge.

## Ergebnisse
| Fahrer                          | Nr.                             | 1 | 2 | 3 | 4 | 5   | 6 | 7 | 8 | 9 | 10 | 11 | 12 | 13 | 14 | 15 | 16 | 17 | 18 | 19 | 20 | Punkte | Rang |
| ------------------------------- | ------------------------------- | - | - | - | - | --- | - | - | - | - | -- | -- | -- | -- | -- | -- | -- | -- | -- | -- | -- | ------ | ---- |
| Formel-1-Weltmeisterschaft 2017 | Formel-1-Weltmeisterschaft 2017 |   |   |   |   |     |   |   |   |   |    |    |    |    |    |    |    |    |    |    |    | 668    | 1.   |
| V. Bottas                       | 77                              | 3 | 6 | 3 | 1 | DNF | 4 | 2 | 2 | 1 | 2  | 3  | 5  | 2  | 3  | 5  | 4  | 5  | 2  | 2  | 1  | 668    | 1.   |
| L. Hamilton                     | 44                              | 2 | 1 | 2 | 4 | 1   | 7 | 1 | 5 | 4 | 1  | 4  | 1  | 1  | 1  | 2  | 1  | 1  | 9  | 4  | 2  | 668    | 1.   |

| Legende  | Legende            | Legende                                                          |
| Farbe    | Abkürzung          | Bedeutung                                                        |
| -------- | ------------------ | ---------------------------------------------------------------- |
| Gold     | –                  | Sieg                                                             |
| Silber   | –                  | 2. Platz                                                         |
| Bronze   | –                  | 3. Platz                                                         |
| Grün     | –                  | Platzierung in den Punkten                                       |
| Blau     | –                  | Klassifiziert außerhalb der Punkteränge                          |
| Violett  | DNF                | Rennen nicht beendet (did not finish)                            |
| Violett  | NC                 | nicht klassifiziert (not classified)                             |
| Rot      | DNQ                | nicht qualifiziert (did not qualify)                             |
| Rot      | DNPQ               | in Vorqualifikation gescheitert (did not pre-qualify)            |
| Schwarz  | DSQ                | disqualifiziert (disqualified)                                   |
| Weiß     | DNS                | nicht am Start (did not start)                                   |
| Weiß     | WD                 | zurückgezogen (withdrawn)                                        |
| Hellblau | PO                 | nur am Training teilgenommen (practiced only)                    |
| Hellblau | TD                 | Freitags-Testfahrer (test driver)                                |
| ohne     | DNP                | nicht am Training teilgenommen (did not practice)                |
| ohne     | INJ                | verletzt oder krank (injured)                                    |
| ohne     | EX                 | ausgeschlossen (excluded)                                        |
| ohne     | DNA                | nicht erschienen (did not arrive)                                |
| ohne     | C                  | Rennen abgesagt (cancelled)                                      |
| ohne     | keine WM-Teilnahme |                                                                  |
| sonstige | P/fett             | Pole-Position                                                    |
| sonstige | 1/2/3/4/5/6/7/8    | Punktplatzierung im Sprint-/Qualifikationsrennen                 |
| sonstige | SR/kursiv          | Schnellste Rennrunde                                             |
| sonstige | *                  | nicht im Ziel, aufgrund der zurückgelegten Distanz aber gewertet |
| sonstige | ()                 | Streichresultate                                                 |
| sonstige | unterstrichen      | Führender in der Gesamtwertung                                   |

## Galerie

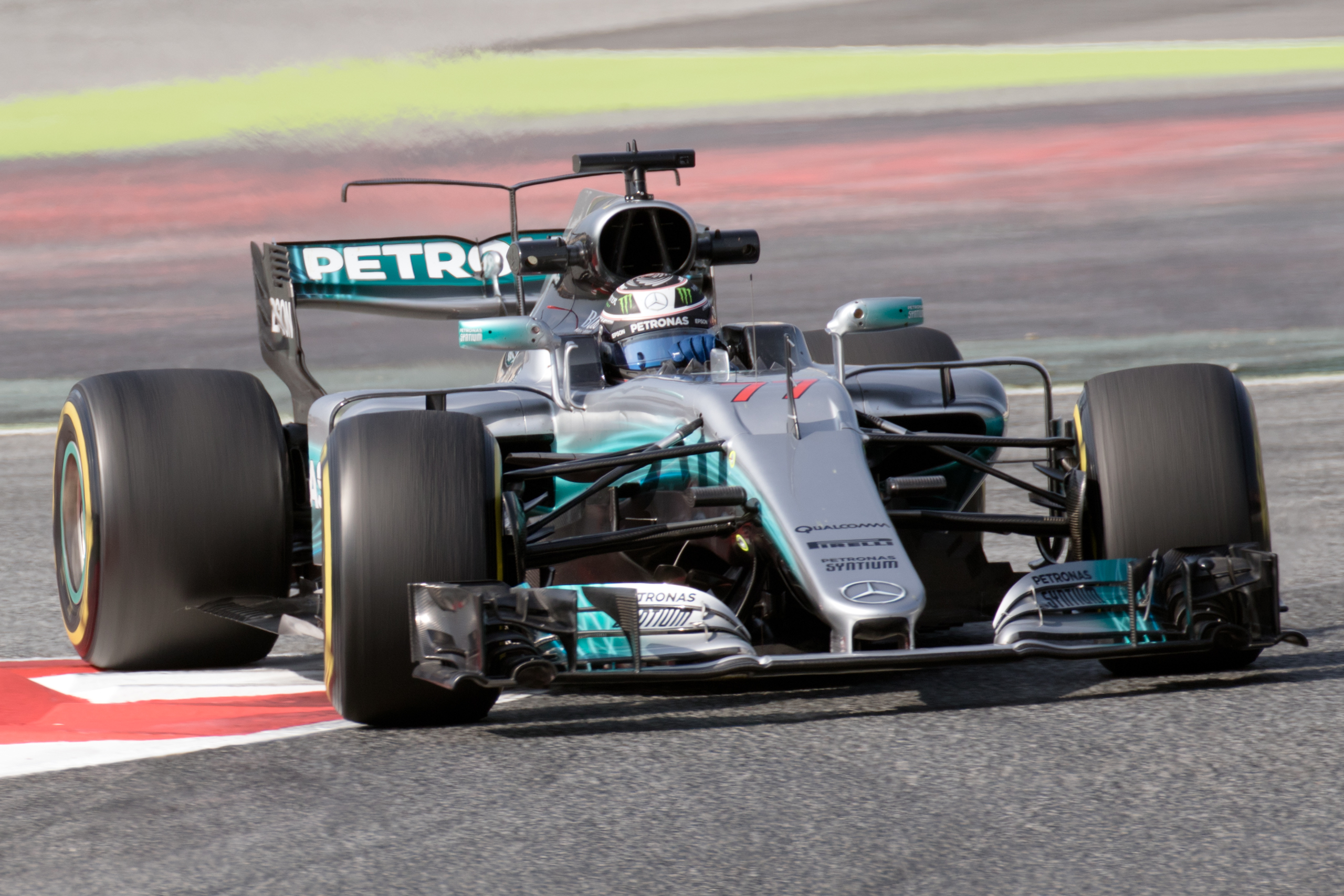
Bottas bei den Testfahrten in Barcelona in dem neuen W08 an Tag 1
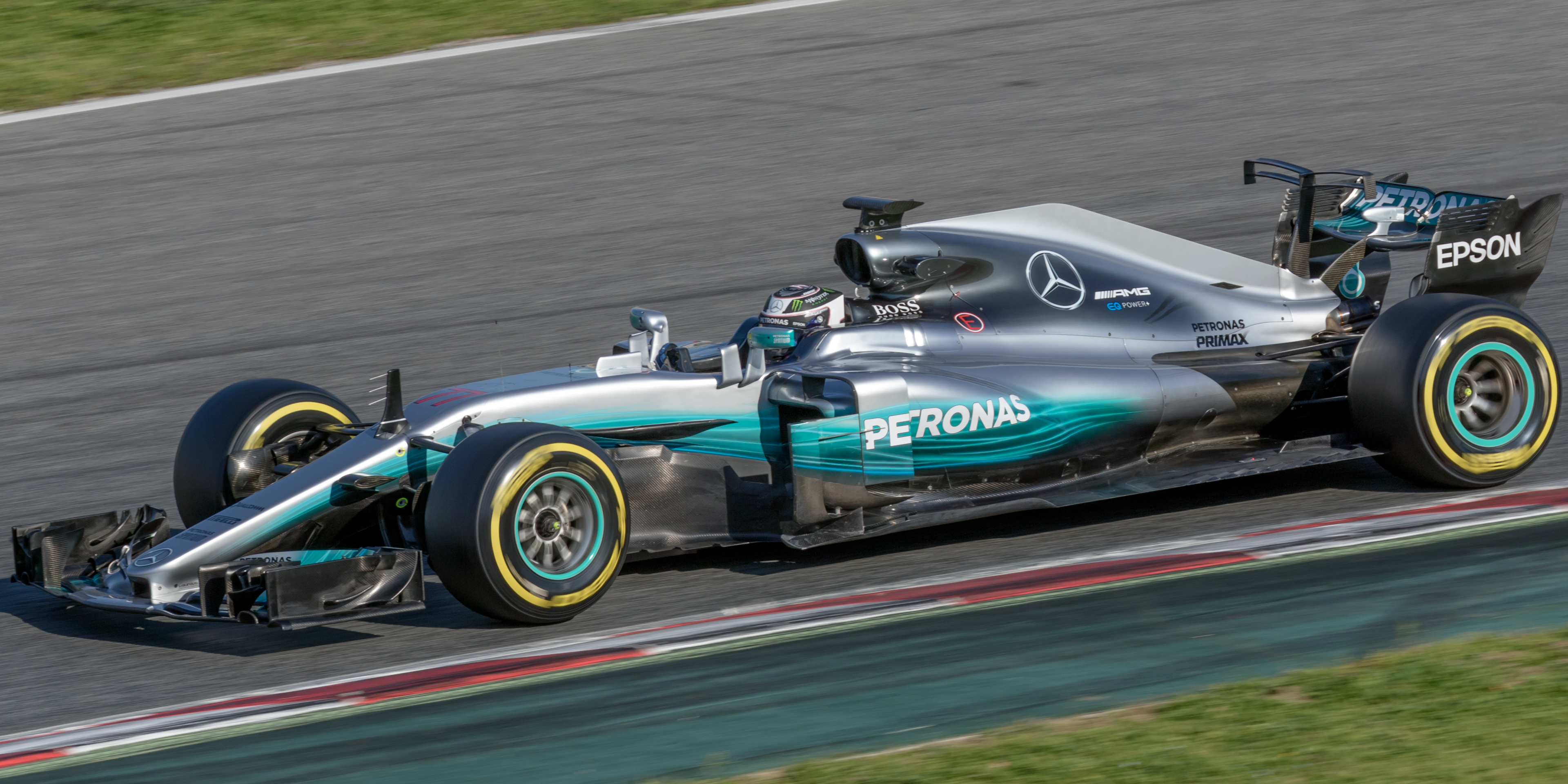
Bottas bei den Testfahrten in Barcelona in dem neuen W08 an Tag 4
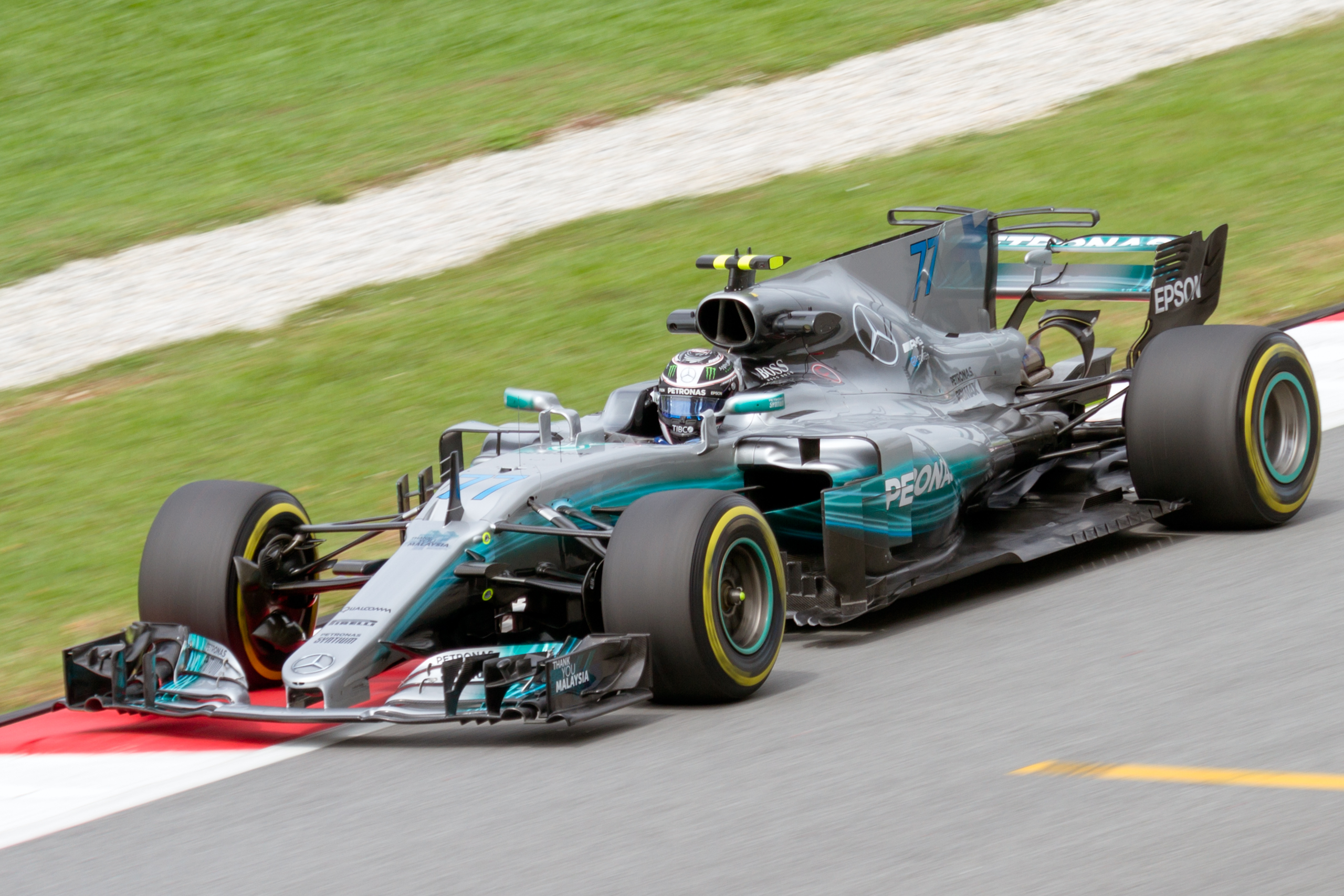
Bottas im W08 beim Großen Preis von Malaysia 2017
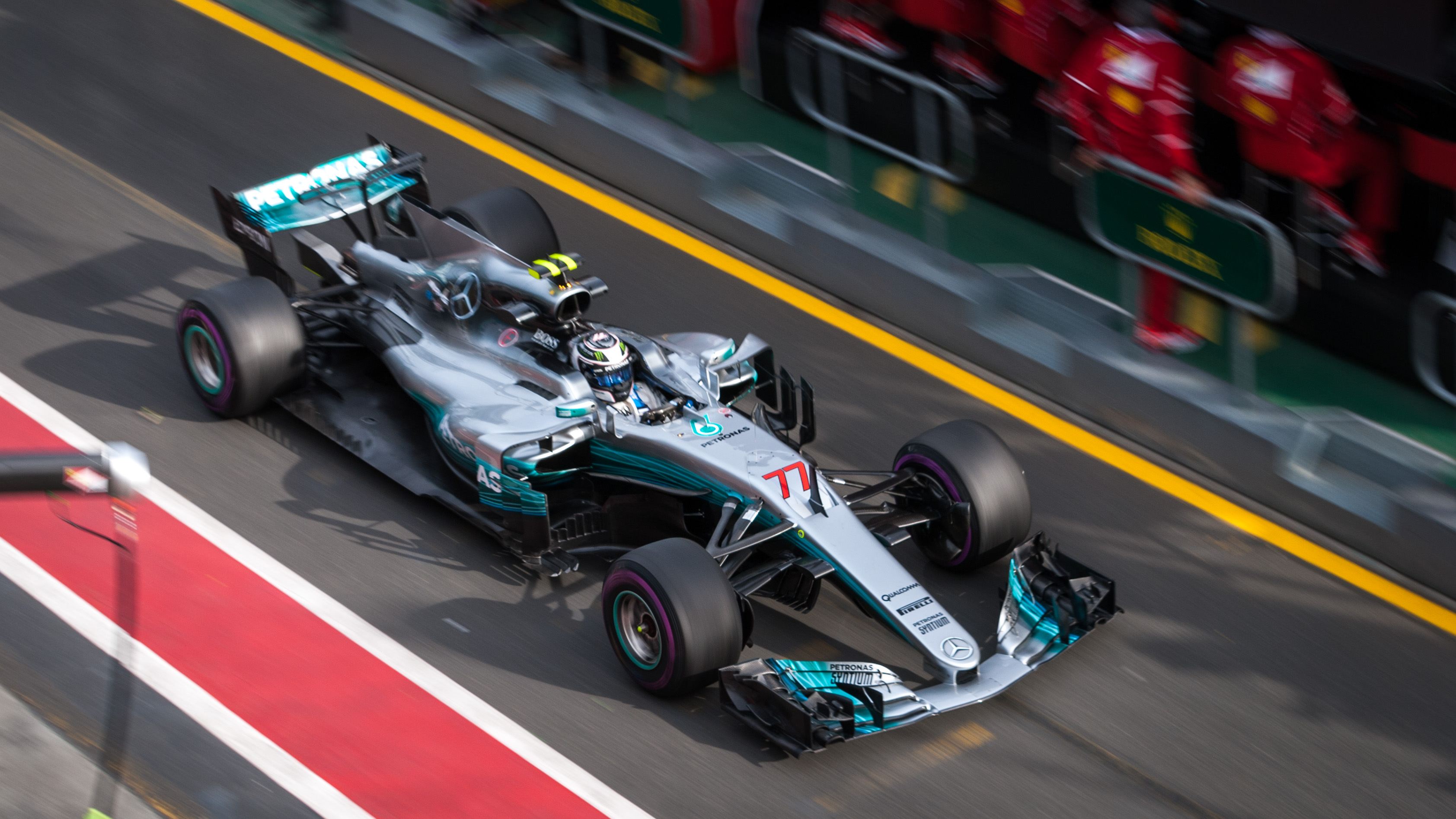
Bottas im W08 in Sepang beim Freien Training
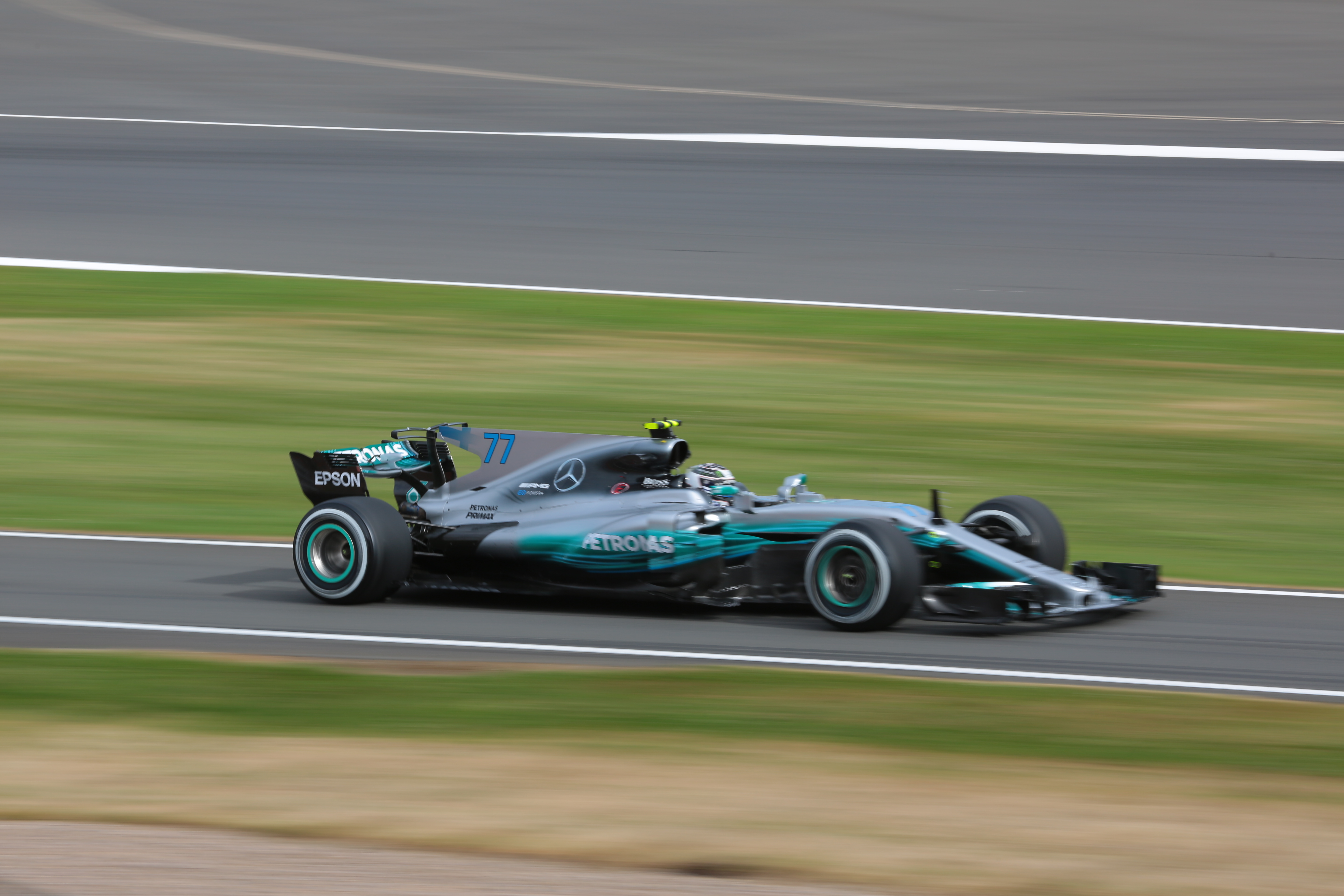
Bottas beim Rennwochenende in Silverstone
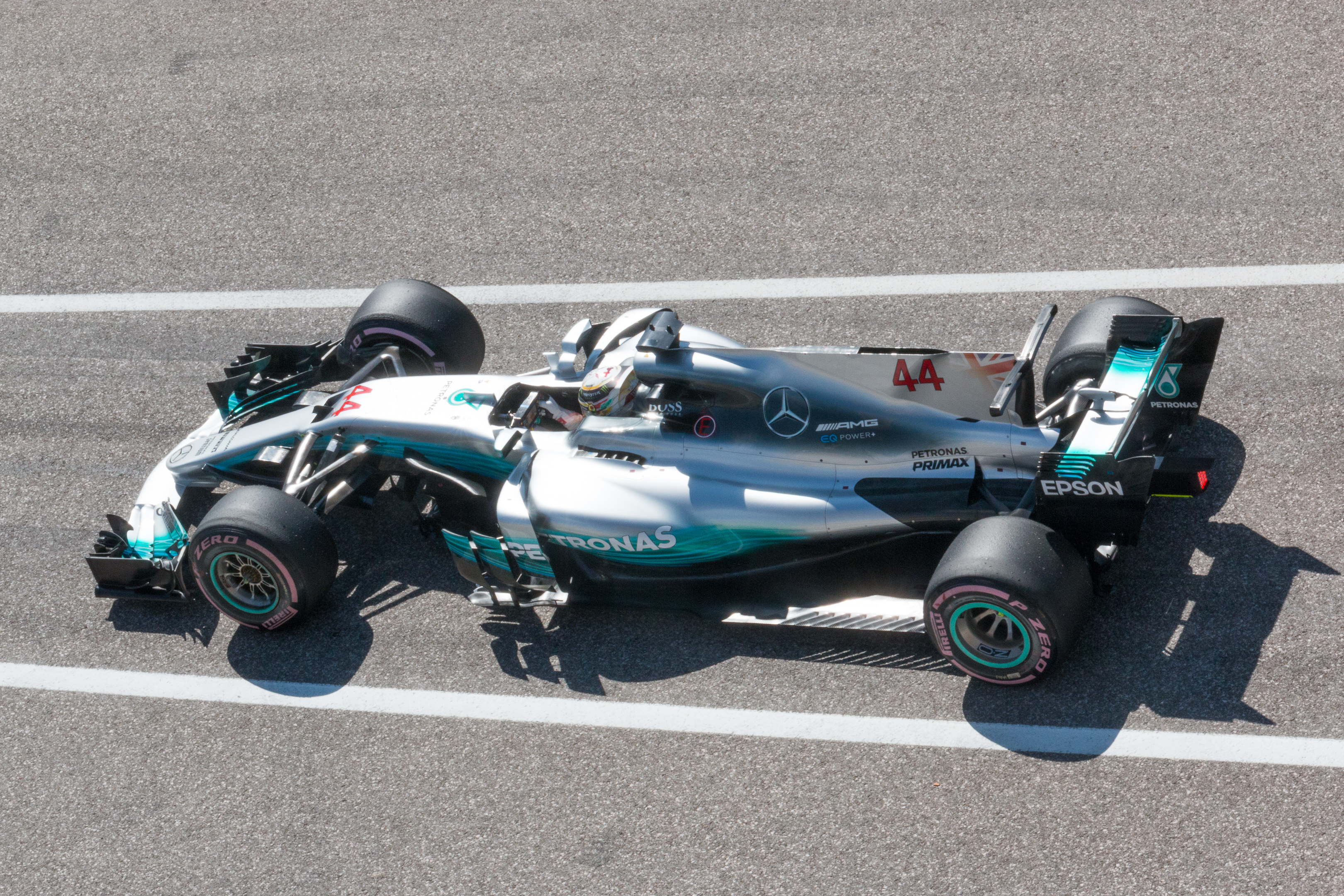
Der W08 beim US-GP in Austin von schräg oben fotografiert
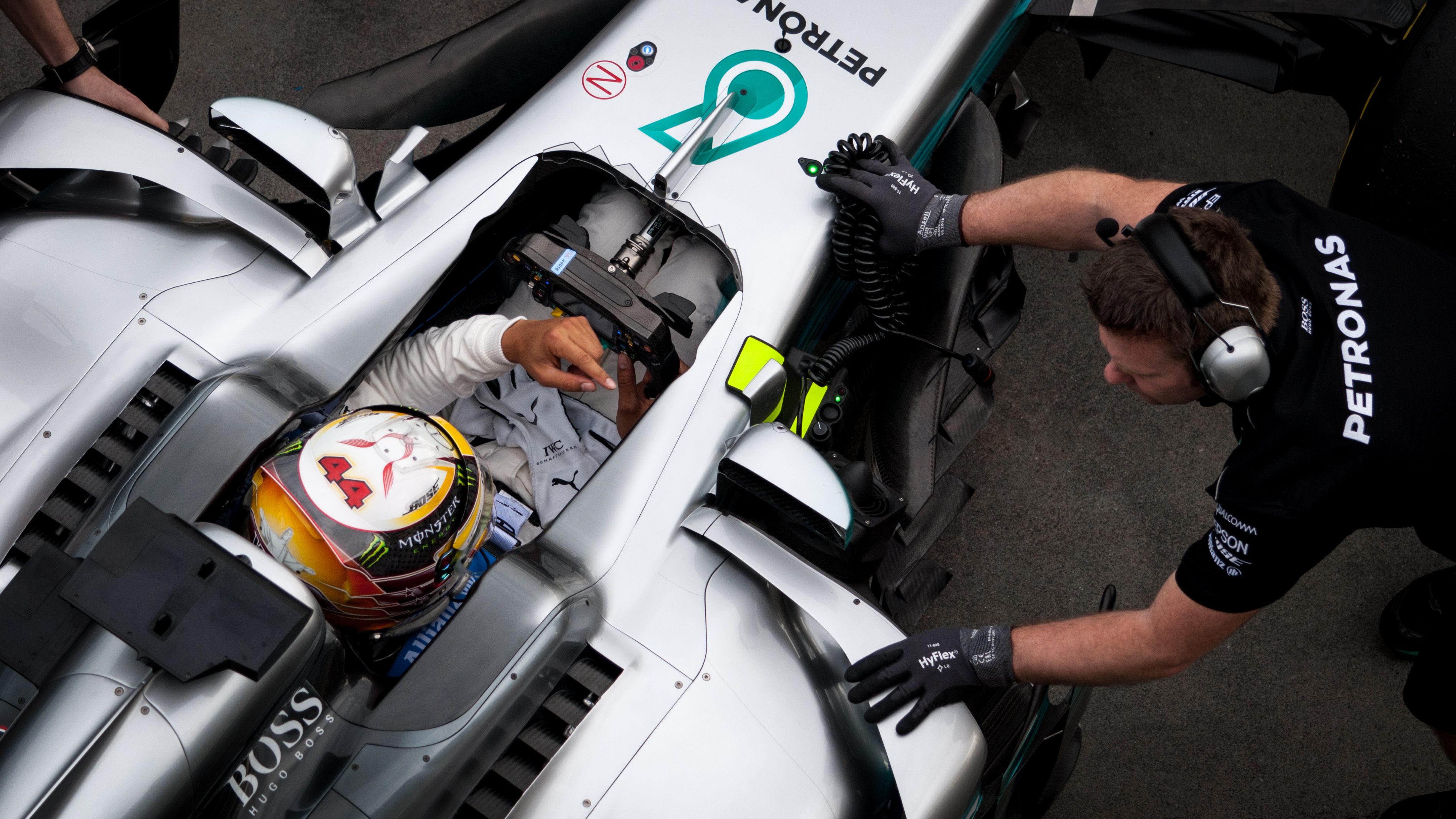
Detailaufnahme des Cockpits von Hamilton im W08
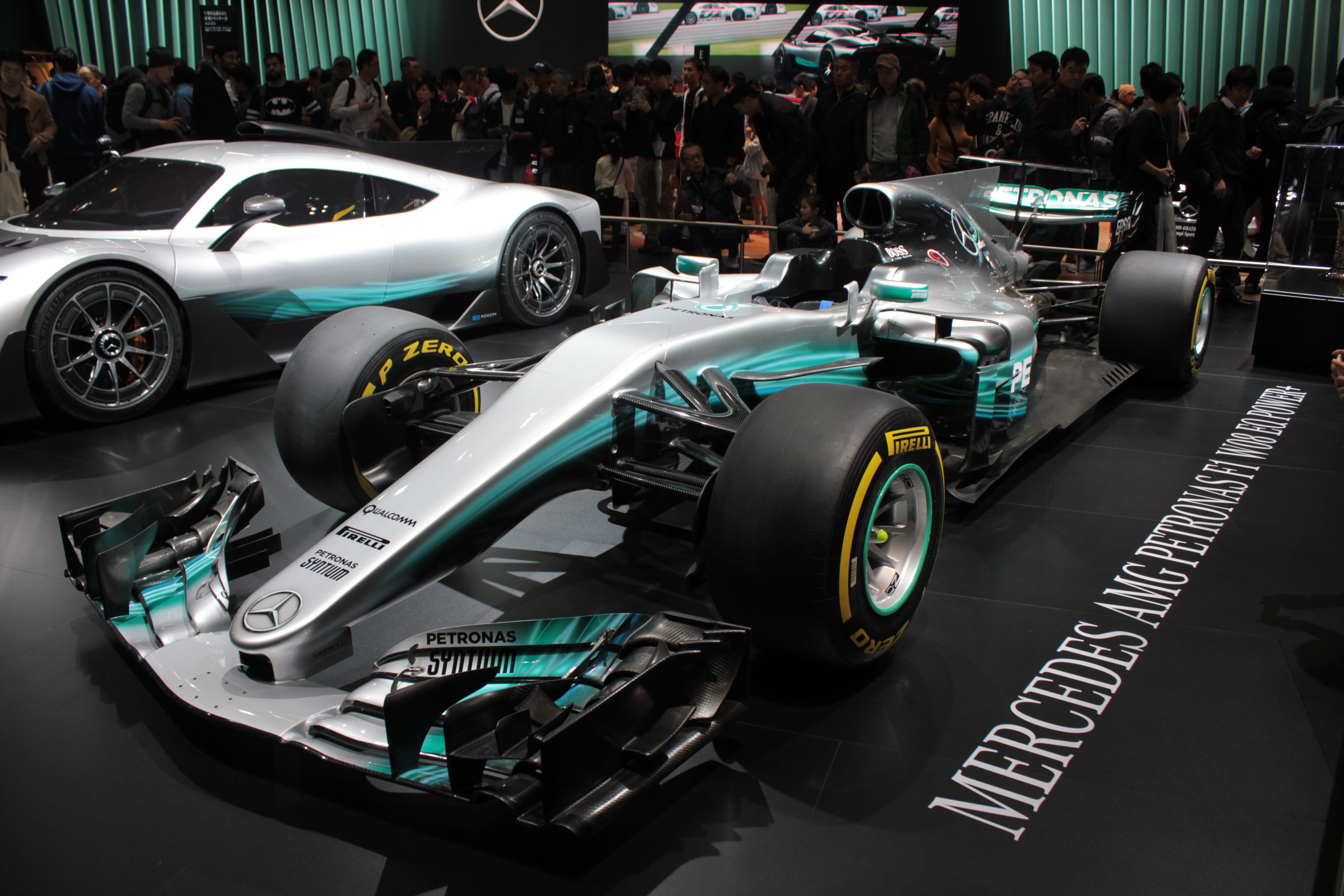
Der F1 W08 von 2017 auf einer Ausstellung
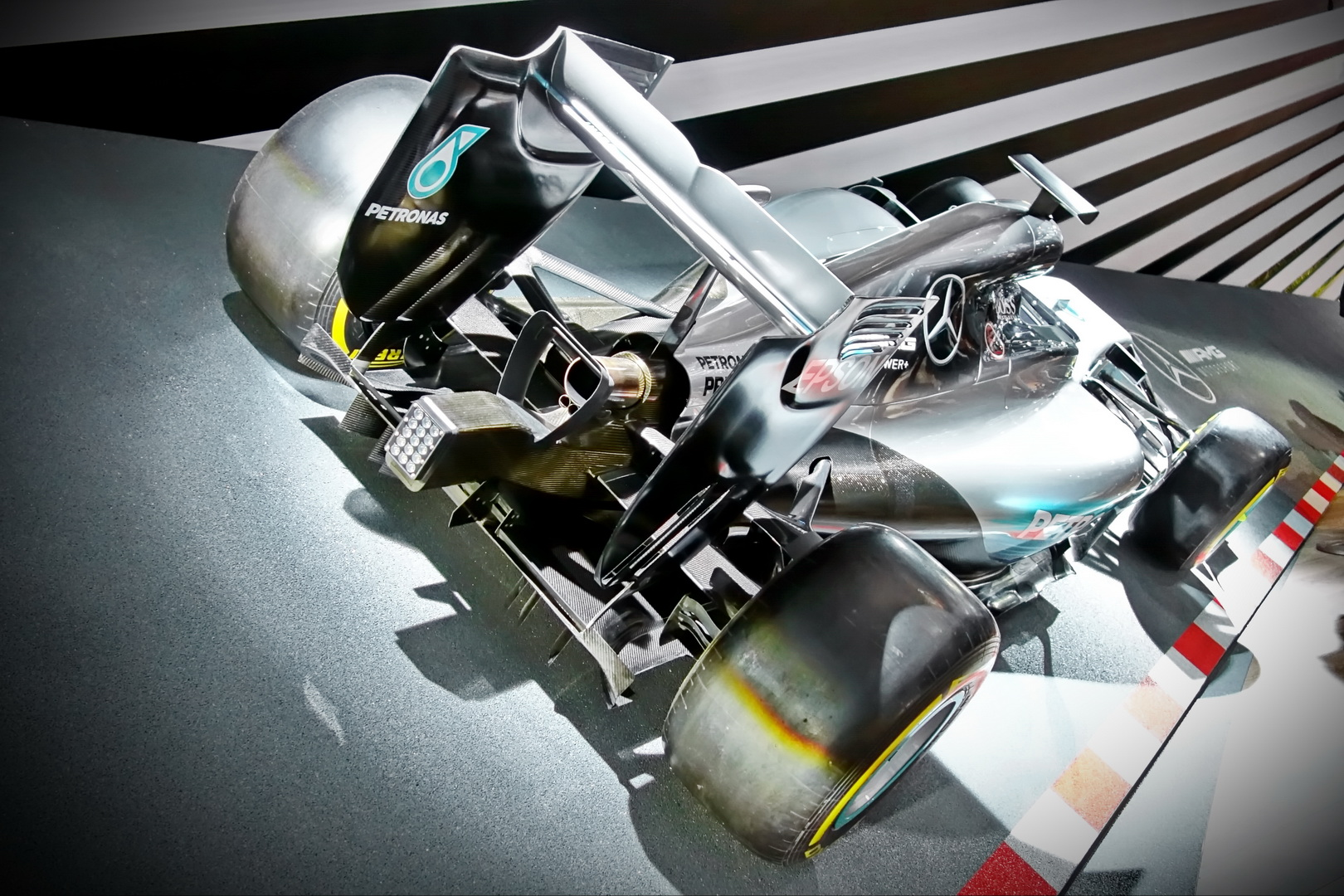
Detailaufnahme von Heckflügel und Diffusor am W08